# Јањила
Јањила су насељено мјесто у Босни и Херцеговини, у општини Босански Петровац, које административно припада Федерацији Босне и Херцеговине. Према попису становништва из 2013. у насељу је живјело 124 становника.

## Култура
У Јањилима се налази храм Српске православне цркве посвећен Покрову Пресвете Богородице. Црква је изграђена 1912. године.

### Споменик
У насеље се налази споменик српским жртвама страдалим у бомбардовању хрватске авијације које се десило 7. августа 1995. на Петровачкој цести. Овом приликом је убијено 10 српских цивила у избјегличкој колони из Републике Српске Крајине. Од десет погинулих, четворо су били дјеца узраста од пет до 13 година.
Одбор за његовање традиција ослободилачких ратова Владе Републике Српске је у насељу 7. августа 2011. открио метални спомен-крст у знак сјећања на Србе који су страдали на Петровачкој цести током егзодуса из Републике Српске Крајине 1995. Крст је висок 6,5 метара.

## Становништво
| Националност       | 2013. | 1991. | 1981. | 1971. | 1961. |
| Срби               | 124   | 351   | 322   | 586   | 663   |
| Југословени        |       | 3     | 127   |       |       |
| Муслимани          |       |       | 2     | 6     | 4     |
| Словенци           |       |       |       |       | 1     |
| остали и непознато |       |       | 11    | 10    | 1     |
| Укупно             | 124   | 354   | 462   | 602   | 669   |

| Демографија | Демографија | Демографија |
| Година      | Становника  | Становника  |
| ----------- | ----------- | ----------- |
| 1961.       | 669         |             |
| 1971.       | 602         |             |
| 1981.       | 462         |             |
| 1991.       | 354         |             |
| 2013.       | 124         |             |